# Chlorotocoides spinicauda
Chlorotocoides spinicauda is een garnalensoort uit de familie van de Thalassocarididae. De wetenschappelijke naam van de soort is voor het eerst geldig gepubliceerd in 1902 door De Man.